# Edgaras Jankauskas
Edgaras Jankauskas (ros. Эдгарас Янкаускас, ur. 12 marca 1975 w Wilnie) – litewski piłkarz występujący na pozycji napastnika, reprezentant Litwy w latach 1991–2008, trener piłkarski.

## Kariera klubowa
Jankauskas karierę piłkarską na poziomie seniorskim rozpoczął w 1991 roku w klubie FK Žalgiris Wilno. Zdobył z nim dwukrotnie mistrzostwo Litwy (1991, 1991/92) oraz trzykrotnie Puchar Litwy (1991, 1992/93, 1993/94). Grał tam przez pięć lat, a następnie przeniósł się do CSKA Moskwa w 1996 roku, a po sezonie do lokalnego rywala, Torpedo Moskwa. W 1998 roku przeszedł do Club Brugge, występującego w Eerste Klasse, gdzie w sezonie 1997/98 wywalczył mistrzostwo Belgii i krajowy superpuchar. W styczniu 2000 roku został sprzedany do Realu Sociedad, który wtedy występował w Primera División, za 2,3 miliona euro. Po sezonie przeniósł się do Benfiki; tam występował tylko w jednym sezonie, po czym trafił do największego rywala dotychczasowego klubu, FC Porto, gdzie sprowadził go ówczesny menedżer tego klubu, José Mourinho.
W FC Porto występował regularnie, w latach 2002-2004 zdobył wraz ze swoją drużyną: dwa razy mistrzostwo Portugalii, Puchar Portugalii, Superpuchar Portugalii, a jako jedyny Litwin triumfował w Lidze Mistrzów i Pucharze UEFA. Gdy z klubu odszedł Mourinho, piłkarz przeszedł do francuskiego OGC Nice. W roku 2005 został sprzedany do FBK Kowno. Gdy Władimir Romanow przeszedł z FBK do Heart of Midlothian FC, piłkarz został wypożyczony w sezonie 2005/06 do klubu występującego w Scottish Premier League. Odniósł tam kolejny sukces zdobywając Puchar Szkocji 2006. W Midlothian grał do 2007 roku. W sezonie 2007/08 był zawodnikiem cypryjskiego AEK Larnaka. W 2008 roku odszedł do CF Os Belenenses, ale po pół roku zasilił Skonto FC. W 2009 roku podpisał kontrakt z amerykańskim New England Revolution. W grudniu 2010 roku ogłosił zakończenie kariery, jednak w lutym 2011 roku dołączył do rosyjskiego Fakiełu Woroneż, w którym zakończył występy piłkarskie.

## Kariera reprezentacyjna
W latach 1991–2008 występował w reprezentacji Litwy. Łącznie rozegrał 56 gier i strzelił 10 goli.

## Kariera trenerska
Po zakończeniu kariery piłkarza rozpoczął pracę szkoleniowca. Najpierw od 16 lipca 2011 do 25 czerwca 2012 pracował jako trener-tłumacz w Lokomotiwie Moskwa, a od 2 lipca 2012 do 31 maja 2013 był asystentem trenera Heart of Midlothian FC. W 2014 roku prowadził FK Trakai. 12 stycznia 2016 został mianowany na stanowisko selekcjonera reprezentacji Litwy. Funkcję tę pełnił do 2018 roku.

## Sukcesy

### Zespołowe
FK Žalgiris Wilno
- mistrzostwo Litwy: 1991, 1991/92
- Puchar Litwy: 1991, 1992/93, 1993/94

Club Brugge
- mistrzostwo Belgii: 1997/98
- Superpuchar Belgii: 1998

FC Porto
- Liga Mistrzów UEFA: 2003/04
- Puchar UEFA: 2002/03
- mistrzostwo Portugalii: 2002/03, 2003/04
- Puchar Portugalii: 2002/03
- Superpuchar Portugalii: 2003

Heart of Midlothian FC
- Puchar Szkocji: 2005/06

Litwa
- Baltic Cup: 1991

### Indywidualne
- Piłkarz Roku na Litwie: 1997, 1998, 2000, 2001, 2004
- król strzelców A lygi: 1995/96 (25 goli)